# Попешти (Николаје Балческу)
Попешти (рум. Popești) насеље је у Румунији у округу Валча у општини Николаје Балческу. Oпштина се налази на надморској висини од 456 m.

## Становништво
Према подацима из 2011. године у насељу је живело 21 становника.